# Lino Ventura
Angiolino Giuseppe Pasquale Ventura, detto Lino (Parma, 14 luglio 1919 – Saint-Cloud, 22 ottobre 1987), è stato un attore e lottatore italiano.

## Biografia
Nacque a Parma il 14 luglio del 1919, ma emigrò con i genitori, Giovanni Ventura e Luisa Borrini, in Francia nel 1927, quando aveva otto anni. Cresciuto a Parigi, svolse vari mestieri e diventò lottatore sportivo professionista, laureandosi campione d'Europa di lotta greco-romana nel 1950 con lo pseudonimo Angelo Borrini (dal cognome della madre). Abbandonata la carriera sportiva per un infortunio, fu notato dal regista Jacques Becker, che stava cercando interpreti per parti di malavitoso da inserire nel cast della pellicola Grisbì (1953), con Jean Gabin protagonista; il successo del film aprì a Ventura una nuova carriera, quella dell'attore cinematografico.
Negli anni successivi si cimentò come valido caratterista del cinema francese, comparendo in pellicole quali Ascensore per il patibolo (1958) di Louis Malle e specializzandosi in personaggi di duro dal cuore tenero, dal volto stanco e vissuto, spesso in grado di suscitare la simpatia dello spettatore malgrado le caratteristiche del "cattivo". Nel 1960 ottenne uno dei suoi primi ruoli da protagonista nel noir Asfalto che scotta di Claude Sautet, ricevendo le lodi della critica per l'intensa interpretazione del malavitoso Abel Davos. Nel 1961 affiancò Claudia Cardinale in I leoni scatenati. Divenuto attore protagonista, Ventura si rivelò un grande talento e, fino alla morte, fu una delle stelle più amate dal pubblico francese per la sua tecnica di recitazione sobria ed efficace e per la sua maschera inconfondibile, caratterizzata da una vena di malinconia.
Intervallando la sua produzione artistica con interpretazioni in ruoli da criminale in fuga e da laconico difensore della legge, Ventura viene ricordato per alcune ottime pellicole d'autore: Il clan dei siciliani (1969) di Henri Verneuil, Tutte le ore feriscono... l'ultima uccide! (1966) e L'armata degli eroi (1969), entrambi di Jean-Pierre Melville, e Guardato a vista (1981) di Claude Miller; tra le poche pellicole girate in Italia, significative sono le sue prove in Cadaveri eccellenti (1976) di Francesco Rosi, in cui interpretò magistralmente il serio e taciturno ispettore Amerigo Rogas, alle prese con l'omicidio di quattro magistrati, e Cento giorni a Palermo (1984) di Giuseppe Ferrara, nel quale interpretò il generale Carlo Alberto dalla Chiesa.
Morì improvvisamente nel 1987, a 68 anni, per una crisi cardiaca, mentre stava per iniziare a lavorare alla pellicola I giorni del commissario Ambrosio di Sergio Corbucci, nel quale avrebbe dovuto ricoprire il ruolo dell'eponimo protagonista, interpretato poi da Ugo Tognazzi.

## Vita privata

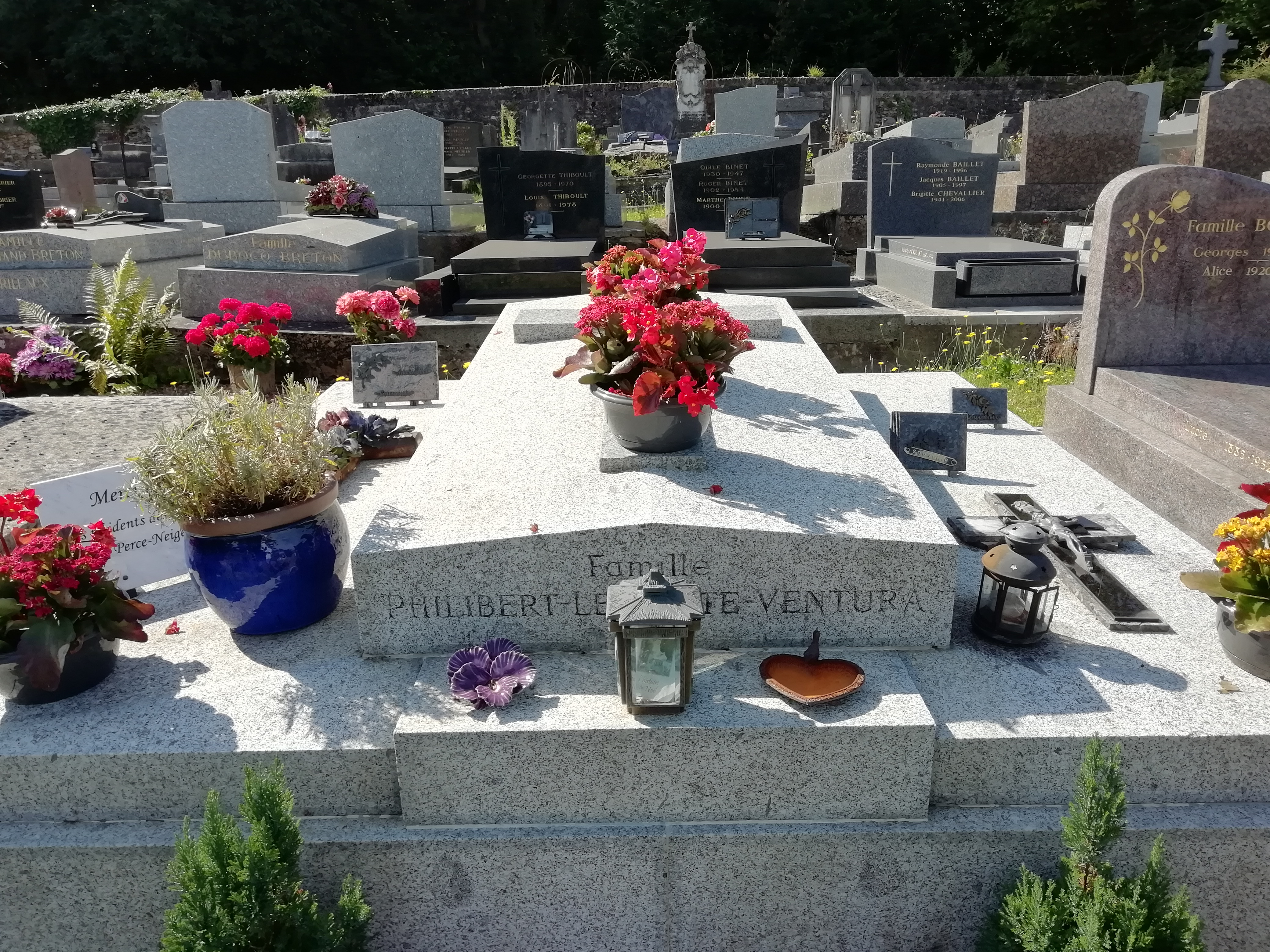
Tomba a Le Val-Saint-Germain

Nonostante avesse trascorso quasi tutta la vita in Francia e parlasse l'italiano con un lieve accento francese, Ventura non volle mai diventare cittadino francese, e quindi mantenne sempre la cittadinanza italiana. Padre di quattro figli, fra cui Linda, una bambina affetta da autismo, l'attore fu molto impegnato nella tutela dei bambini disabili: nel 1966 fondò con la moglie Odette l'associazione Perce-Neige, attiva nell'assistenza ai bambini disabili e alle loro famiglie.

## Filmografia parziale

### Cinema
- Grisbì (Touchez pas au grisbi), regia di Jacques Becker (1954)
- La grande razzia (Razzia sur la Chnouf), regia di Henri Decoin (1954)
- La legge della strada (La Loi des rues), regia di Ralph Habib (1956)
- I peccatori guardano il cielo (Crime et châtiment), regia di Georges Lampin (1956)
- X 3 operazione dinamite (Le Feu aux poudres), regia di Henri Decoin (1957)
- Azione immediata (Action immédiate), regia di Maurice Labro (1957)
- Il dado è tratto (Le Rouge est mis), regia di Gilles Grangier (1957)
- I truffatori (L'étrange Monsieur Steve), regia di Raymond Bailly (1957)
- Le signore preferiscono il mambo (Ces dames preferent le mambo), regia di Bernard Borderie (1957)
- Ascensore per il patibolo (Ascenseur pour l'échafaud), regia di Louis Malle (1958)
- Montparnasse (Les amants de Montparnasse), regia di Jacques Becker (1958)
- Il commissario Maigret (Maigret tend une piège), regia di Jean Delannoy (1958)
- Appuntamento con il delitto (Un Témoin dans la ville), regia di Édouard Molinaro (1959)
- Asfalto che scotta (Classe tous risques), regia di Claude Sautet (1959)
- Pensione Edelweiss, regia di Victor Merenda (1959)
- Furore di vivere (Le Chemin des écoliers), regia di Michel Boisrond (1959)
- Marie-Octobre, regia di Julien Duvivier (1959)
- Il mistero dei tre continenti, regia di William Dieterle (1960)
- Il giudizio universale, regia di Vittorio De Sica (1961)
- La ragazza in vetrina, regia di Luciano Emmer (1961)
- Il re di Poggioreale, regia di Duilio Coletti (1961)
- Carmen di Trastevere, regia di Carmine Gallone (1962)
- In famiglia si spara (Les Tontons flingueurs), regia di Georges Lautner (1963)
- 100.000 dollari al sole (Cent mille dollars au soleil), regia di Henri Verneuil (1963)
- I cavalieri della vendetta (Llanto por un bandido), regia di Carlos Saura (1964)
- Sotto il tallone (La Métamorphose des cloportes), regia di Pierre Granier-Deferre (1965)
- Corpo a corpo (L'Arme à gauche), regia di Claude Sautet (1965)
- Una vampata di violenza (Les Grandes gueules), regia di Robert Enrico (1966)
- Licenza di esplodere (Ne nous fâchons pas), regia di Georges Lautner (1966)
- Tutte le ore feriscono... l'ultima uccide (Le Deuxième souffle), regia di Jean-Pierre Melville (1966)
- Sciarada per quattro spie (Avec la peau des autres), regia di Jacques Deray (1966)
- I tre avventurieri (Les Aventuriers), regia di Robert Enrico (1967)
- Il rapace (Le Rapace), regia di José Giovanni (1968)
- L'armata degli eroi (L'Armée des ombres), regia di Jean-Pierre Melville (1969)
- Il clan dei siciliani (Le Clan des Siciliens), regia di Henri Verneuil (1969)
- Ultimo domicilio conosciuto (Dernier domicile connu), regia di Josè Giovanni (1969)
- La via del rhum (Boulevard du rhum), regia di Robert Enrico (1971)
- Il rompiballe... rompe ancora (Fantasia chez les ploucs), regia di Gérard Pirès (1971)
- Joe Valachi - I segreti di Cosa Nostra (The Valachi Papers), regia di Terence Young (1972)
- L'avventura è l'avventura (L'Aventure, c'est l'aventure), regia di Claude Lelouch (1972)
- Il rompiballe (L'Emmerdeur), regia di Édouard Molinaro (1973)
- L'uomo che non seppe tacere (Le Silencieux), regia di Claude Pinoteau (1973)
- Una donna e una canaglia (La Bonne Année), regia di Claude Lelouch (1973)
- La trappola (La Cage), regia di Pierre Granier-Deferre (1974)
- Lo schiaffo (La Gifle), regia di Claude Pinoteau (1974)
- Uomini duri (Tough Guys), regia di Duccio Tessari (1974)
- Dai sbirro (Adieu poulet), regia di Pierre Granier-Deferre (1975)
- Cadaveri eccellenti, regia di Francesco Rosi (1976)
- Morti sospette (Un papillon sur l'épaule), regia di Jacques Deray (1978)
- Il tocco della medusa (The Medusa Touch), regia di Jack Gold (1978)
- Labirinto (L'Homme en colère), regia di Claude Pinoteau (1979)
- Parigi, episodio di I seduttori della domenica (Les Séducteurs), regia di Édouard Molinaro (1980)
- Guardato a vista (Garde à vue), regia di Claude Miller (1981)
- Alzati spia (Espion lève-toi), regia di Yves Boisset (1981)
- I miserabili (Les Miserables), regia di Robert Hossein (1982)
- Cento giorni a Palermo, regia di Giuseppe Ferrara (1984)
- Il 7° bersaglio (La 7ème cible), regia di Claude Pinoteau (1984)
- La Jonque Chinoise, regia di Claude Bernard-Aubert (1984)[8] – film incompiuto
- La Rumba, regia di Roger Hanin (1987) – non accreditato

### Televisione
- Deux Romains en Gaule – serie TV (1967)
- Vengeance (Sword of Gideon) – serie TV (1986)

## Riconoscimenti
- Premio César

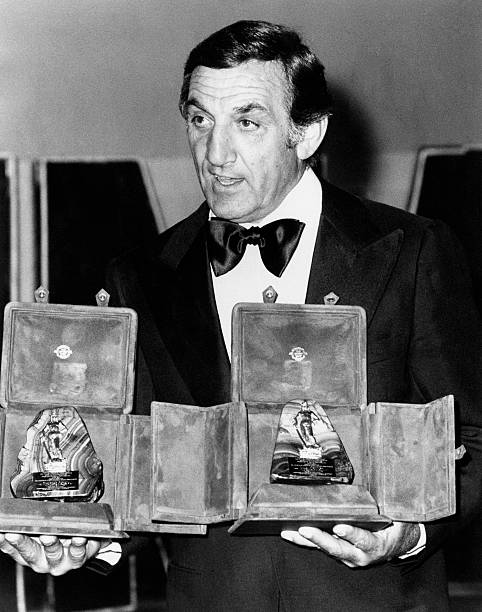
Lino Ventura col premio speciale consegnatogli al David di Donatello del 1974

  - 1983 – Candidatura al miglior attore per I miserabili

- David di Donatello
  - 1974 – David speciale per Una donna e una canaglia

- Festival internazionale del cinema di San Sebastián
  - 1973 – Miglior attore per Una donna e una canaglia

- Sant Jordi Awards
  - 1974 – Miglior attore straniero  per Una donna e una canaglia

## Doppiatori italiani
- Glauco Onorato in Licenza di esplodere, Il clan dei siciliani, Ultimo domicilio conosciuto, La via del rhum, Il rompiballe, Una donna e una canaglia, Lo schiaffo, Uomini duri, Dai sbirro, Morti sospette, Il tocco della medusa, I seduttori della domenica, Guardato a vista, Alzati spia
- Renato Turi in Ascensore per il patibolo, Il commissario Maigret, Il re di Poggioreale, Carmen di Trastevere, Le tentazioni quotidiane
- Emilio Cigoli in Furore di vivere, I tre avventurieri, L'armata degli eroi
- Renzo Palmer in Il mistero dei tre continenti, Tutte le ore feriscono... l'ultima uccide
- Carlo Romano in Grisbì
- Stefano Sibaldi ne La grande razzia
- Manlio Busoni in I peccatori guardano il cielo
- Bruno Persa in Il dado è tratto
- Sergio Fiorentini in I leoni scatenati
- Giorgio Piazza in Corpo a corpo
- Vittorio Caprioli in Joe Valachi - I segreti di Cosa Nostra
- Renzo Montagnani in L'avventura è l'avventura
- Adalberto Maria Merli in Cento giorni a Palermo

In Cadaveri eccellenti e Asfalto che scotta, Ventura recita con la sua voce anche in italiano.
Nella versione in lingua inglese del film Uomini duri, è doppiato da Carlo Croccolo.